# Jannis Niewöhner
Jannis Niewöhner (Hüls, 30 de março de 1992) é um ator alemão conhecido por seu papel na trilogia Ruby Red, baseado em uma série de livros escrito por Kerstin Gier. Ele também foi indicado ao prêmio Emmy em 2019 por seu papel na série de suspense Beat, produzida pela Amazon Prime Video.

## Filmografia
Cinema
- 2004: Für immer Edelweiss (curta-metragem)
- 2004: Bang-Bang (curta-metragem)
- 2005: Der Schatz der weißen Falken
- 2006: TKKG und die rätselhafte Mind-Machine
- 2007: Die Wilden Hühner und die Liebe
- 2007: Der Baum (curta-metragem)
- 2008: Sommer
- 2009: Gangs
- 2010: Freche Mädchen 2
- 2011: Ein Tick anders
- 2011: Nachtwächter (curta-metragem)
- 2012: Ein Jahr nach morgen
- 2012: Jeanetmila (curta-metragem)
- 2013:  Rubinrot
- 2014: Saphirblau
- 2014: Doktorspiele
- 2014: Besser als Nix
- 2014: Zehn Sekunden Himmel (curta-metragem)
- 2014: Alles ist Liebe
- 2014: Für immer
- 2015: The Girl King
- 2015: Ostwind 2
- 2015: 4 Könige
- 2016: Smaragdgrün
- 2016: Jonathan
- 2017: Ostwind – Aufbruch nach Ora
- 2017: Jugend ohne Gott
- 2017: High Society
- 2018: Asphaltgorillas
- 2019: Der Fall Collini

TV:
- 2002: Tatort: Fakten, Fakten …
- 2005–2014: SOKO Köln  (séries de TV, vários papéis, 4 episódios)
- 2007: Von Müttern und Töchtern
- 2010: Augustinus (Sant’Agostino)
- 2010: Undercover Love
- 2011: SOKO Stuttgart (série de TV, episódio Nas praças, terminado, morto )
- 2011: Stolberg (série de TV, episódio Money or Love )
- 2012: Ein Jahr nach morgen
- 2012: Der Alte  (série de TV, episódio King's Children)
- 2012: Tatort: Dinge, die noch zu tun sind
- 2013: Helden – Wenn dein Land dich braucht
- 2013: In einem wilden Land
- 2015: Dengler – Die letzte Flucht (Fernsehdreiteiler)
- 2015: Bella Block: Die schönste Nacht des Lebens (Fernsehreihe)
- 2016: Dengler – Am zwölften Tag
- 2017: Maximilian – Das Spiel von Macht und Liebe (Fernsehdreiteiler)
- 2017: So auf Erden
- 2017: Berlin Station (2 episódios)
- 2018: Mute
- 2018: Beat[2]